# Wesley Koolhof
Wesley Koolhof, född 17 april 1989 i Zevenaar, Gelderland, är en nederländsk tennisspelare. Han är son till fotbollsspelaren Jurrie Koolhof.

## Karriär

### 2020
I januari 2020 vann han tillsammans med Rohan Bopanna titeln i dubbel vid Qatar ExxonMobil Open 2020. I februari 2020 blev det en andraplats för Koolhof och Nikola Mektić vid Open 13 efter en finalförlust mot Nicolas Mahut och Vasek Pospisil. I september 2020 nådde Koolhof och Nikola Mektić sin första Grand Slam-final vid US Open. Det blev en andraplats efter en finalförlust mot Mate Pavić och Bruno Soares.

### 2022
Säsongen 2022 bildade Koolhof ett nytt dubbelpar med Neal Skupski. De vann sin första tävling tillsammans, Melbourne Summer Set 1, efter att ha besegrat Aleksandr Nedovyesov och Aisam-ul-Haq Qureshi i finalen. En vecka senare vann de även Adelaide International 2 efter att ha besegrat Ariel Behar och Gonzalo Escobar i finalen. I årets första grand slam, Australiska öppna 2022, tog sig Koolhof och Skupski till kvartsfinal, där det blev en förlust mot Matthew Ebden och Max Purcell. I februari 2022 tog de årets tredje titel vid Qatar ExxonMobil Open efter att ha besegrat Rohan Bopanna och Denis Shapovalov i finalen.

## Titlar och finaler

### Grand Slam

#### Dubbel: 1 (1 andraplats)
| Resultat | År   | Turnering | Underlag   | Medspelare    | Motståndare             | Resultat |
| -------- | ---- | --------- | ---------- | ------------- | ----------------------- | -------- |
| Tvåa     | 2020 | US Open   | Hard court | Nikola Mektić | Mate Pavić Bruno Soares | 5–7, 3–6 |

### ATP Finals

#### Dubbel: 1 (1 titel)
| Resultat | År   | Turnering          | Underlag       | Medspelare    | Motståndare                          | Resultat         |
| -------- | ---- | ------------------ | -------------- | ------------- | ------------------------------------ | ---------------- |
| Vinnare  | 2020 | ATP Finals, London | Hard court (i) | Nikola Mektić | Jürgen Melzer Édouard Roger-Vasselin | 2–6, 6–3, [10–5] |

### Masters 1000

#### Dubbel: 3 (3 andraplatser)
| Resultat | År   | Turnering           | Underlag   | Medspelare         | Motståndare                        | Resultat                   |
| -------- | ---- | ------------------- | ---------- | ------------------ | ---------------------------------- | -------------------------- |
| Tvåa     | 2019 | Miami Open          | Hard court | Stefanos Tsitsipas | Bob Bryan Mike Bryan               | 5–7, 6–7(8–10)             |
| Tvåa     | 2019 | Monte Carlo Masters | Grus       | Robin Haase        | Nikola Mektić Franko Škugor        | 7–6(7–3), 6–7(3–7), [9–11] |
| Tvåa     | 2019 | Canadian Open       | Hard court | Robin Haase        | Marcel Granollers Horacio Zeballos | 5–7, 5–7                   |

### ATP-finaler

#### Dubbel: 26 (10 titlar, 16 andraplatser)
| Teckenförklaring       |
| ---------------------- |
| Grand Slam (0–1)       |
| ATP Finals (1–0)       |
| ATP Masters 1000 (0–3) |
| ATP 500 Series (0–2)   |
| ATP 250 Series (9–10)  |

| Finaler efter underlag |
| ---------------------- |
| Hard court (8–10)      |
| Grus (2–5)             |
| Gräs (0–1)             |

| Resultat | V–F   | Datum          | Turnering                             | Kategori     | Underlag       | Medspelare         | Motståndare                               | Resultat                   |
| -------- | ----- | -------------- | ------------------------------------- | ------------ | -------------- | ------------------ | ----------------------------------------- | -------------------------- |
| Vinnare  | 1–0   | Februari 2016  | Sofia Open, Bulgarien                 | 250 Series   | Hard court (i) | Matwé Middelkoop   | Philipp Oswald Adil Shamasdin             | 5–7, 7–6(11–9), [10–6]     |
| Vinnare  | 2–0   | Juli 2016      | Austrian Open, Österrike              | 250 Series   | Grus           | Matwé Middelkoop   | Dennis Novak Dominic Thiem                | 2–6, 6–3, [11–9]           |
| Vinnare  | 3–0   | Januari 2017   | Sydney International, Australien      | 250 Series   | Hard court     | Matwé Middelkoop   | Jamie Murray Bruno Soares                 | 6–3, 7–5                   |
| Tvåa     | 3–1   | Februari 2017  | Rotterdam Open, Nederländerna         | 500 Series   | Hard court (i) | Matwé Middelkoop   | Ivan Dodig Marcel Granollers              | 6–7(5–7), 3–6              |
| Tvåa     | 3–2   | Juli 2017      | Atlanta Open, USA                     | 250 Series   | Hard court     | Artem Sitak        | Bob Bryan Mike Bryan                      | 3–6, 4–6                   |
| Tvåa     | 3–3   | September 2017 | Moselle Open, Frankrike               | 250 Series   | Hard court (i) | Artem Sitak        | Julien Benneteau Édouard Roger-Vasselin   | 5–7, 3–6                   |
| Tvåa     | 3–4   | Februari 2018  | New York Open, USA                    | 250 Series   | Hard court (i) | Artem Sitak        | Max Mirnyi Philipp Oswald                 | 4–6, 6–4, [6–10]           |
| Tvåa     | 3–5   | Mars 2018      | Brasil Open, Brasilien                | 250 Series   | Grus (i)       | Artem Sitak        | Federico Delbonis Máximo González         | 4–6, 2–6                   |
| Tvåa     | 3–6   | Maj 2018       | Estoril Open, Portugal                | 250 Series   | Grus           | Artem Sitak        | Kyle Edmund Cameron Norrie                | 4–6, 2–6                   |
| Tvåa     | 3–7   | Oktober 2018   | Stockholm Open, Sverige               | 250 Series   | Hard court (i) | Marcus Daniell     | Luke Bambridge Jonny O'Mara               | 5–7, 6–7(8–10)             |
| Vinnare  | 4–7   | Januari 2019   | Brisbane International, Australien    | 250 Series   | Hard court     | Marcus Daniell     | Rajeev Ram Joe Salisbury                  | 6–4, 7–6(8–6)              |
| Tvåa     | 4–8   | Mars 2019      | Miami Open, USA                       | Masters 1000 | Hard court     | Stefanos Tsitsipas | Bob Bryan Mike Bryan                      | 5–7, 6–7(8–10)             |
| Tvåa     | 4–9   | April 2019     | Monte Carlo Masters, Monaco           | Masters 1000 | Grus           | Robin Haase        | Nikola Mektić Franko Škugor               | 7–6(7–3), 6–7(3–7), [9–11] |
| Tvåa     | 4–10  | April 2019     | Hungarian Open, Ungern                | 250 Series   | Grus           | Marcus Daniell     | Ken Skupski Neal Skupski                  | 3–6, 4–6                   |
| Tvåa     | 4–11  | Maj 2019       | Rosmalen Championships, Nederländerna | 250 Series   | Gräs           | Marcus Daniell     | Dominic Inglot Austin Krajicek            | 4–6, 6–4, [4–10]           |
| Tvåa     | 4–12  | Juli 2019      | German Open, Tyskland                 | 500 Series   | Grus           | Robin Haase        | Oliver Marach Jürgen Melzer               | 2–6, 6–7(3–7)              |
| Tvåa     | 4–13  | Augusti 2019   | Canadian Open, Kanada                 | Masters 1000 | Hard court     | Robin Haase        | Marcel Granollers Horacio Zeballos        | 5–7, 5–7                   |
| Vinnare  | 5–13  | Januari 2020   | Qatar Open, Qatar                     | 250 Series   | Hard court     | Rohan Bopanna      | Luke Bambridge Santiago González          | 3–6, 6–2, [10–6]           |
| Tvåa     | 5–14  | Februari 2020  | Open 13, Frankrike                    | 250 Series   | Hard court (i) | Nikola Mektić      | Nicolas Mahut Vasek Pospisil              | 3–6, 4–6                   |
| Tvåa     | 5–15  | September 2020 | US Open, USA                          | Grand Slam   | Hard court     | Nikola Mektić      | Mate Pavić Bruno Soares                   | 5–7, 3–6                   |
| Vinnare  | 6–15  | November 2020  | ATP Finals, Storbritannien            | ATP Finals   | Hard court (i) | Nikola Mektić      | Jürgen Melzer Édouard Roger-Vasselin      | 2–6, 6–3, [10–5]           |
| Vinnare  | 7–15  | Maj 2021       | Bavarian Championships, Tyskland      | 250 Series   | Grus           | Kevin Krawietz     | Sander Gillé Joran Vliegen                | 4–6, 6–4, [10–5]           |
| Tvåa     | 7–16  | Oktober 2021   | European Open, Belgien                | 250 Series   | Hard court (i) | Jean-Julien Rojer  | Nicolas Mahut Fabrice Martin              | 0–6, 1–6                   |
| Vinnare  | 8–16  | Januari 2022   | Melbourne Summer Set 1, Australien    | 250 Series   | Hard court     | Neal Skupski       | Aleksandr Nedovyesov Aisam-ul-Haq Qureshi | 6–4, 6–4                   |
| Vinnare  | 9–16  | Januari 2022   | Adelaide International 2, Australien  | 250 Series   | Hard court     | Neal Skupski       | Ariel Behar Gonzalo Escobar               | 7–6(7–5), 6–4              |
| Vinnare  | 10–16 | Februari 2022  | Qatar Open, Qatar                     | 250 Series   | Hard court     | Neal Skupski       | Rohan Bopanna Denis Shapovalov            | 7–6(7–4), 6–1              |